# Дімою
Дімою (рум. Dimoiu) — село у повіті Димбовіца в Румунії. Входить до складу комуни Улмі.
Село розташоване на відстані 67 км на північний захід від Бухареста, 7 км на схід від Тирговіште, 83 км на південь від Брашова.

## Населення
За даними перепису населення 2002 року у селі проживали 105 осіб, усі — румуни. Усі жителі села рідною мовою назвали румунську.